# Adam Krzesiński
Adam Artur Krzesiński (Varsovia, 13 de septiembre de 1965) es un deportista polaco que compitió en esgrima, especialista en la modalidad de florete.
Participó en tres Juegos Olímpicos de Verano, obteniendo en total dos medallas (ambas en la prueba por equipos), plata en Atlanta 1996 (junto con Jarosław Rodzewicz, Ryszard Sobczak y Piotr Kiełpikowski) y una de bronce en Barcelona 1992 (con Marian Sypniewski, Piotr Kiełpikowski, Cezary Siess y Ryszard Sobczak), y el cuarto lugar en Sídney 2000, también por equipos.
Ganó seis medallas en el Campeonato Mundial de Esgrima entre los años 1990 y 2001, y seis medallas en el Campeonato Europeo de Esgrima entre los años 1991 y 2001.

## Palmarés internacional
| Juegos Olímpicos   | Juegos Olímpicos          | Juegos Olímpicos  | Juegos Olímpicos    |
| Año                | Lugar                     | Medalla           | Prueba              |
| ------------------ | ------------------------- | ----------------- | ------------------- |
| 1992               | Barcelona (España)        | Medalla de bronce | Florete por equipos |
| 1996               | Atlanta (Estados Unidos)  | Medalla de plata  | Florete por equipos |
| Campeonato Mundial |                           |                   |                     |
| Año                | Lugar                     | Medalla           | Prueba              |
| 1990               | Lyon (Francia)            | Medalla de plata  | Florete por equipos |
| 1993               | Essen (Alemania)          | Medalla de bronce | Florete por equipos |
| 1995               | La Haya (Países Bajos)    | Medalla de bronce | Florete por equipos |
| 1998               | La Chaux-de-Fonds (Suiza) | Medalla de oro    | Florete por equipos |
| 1999               | Seúl (Corea del Sur)      | Medalla de bronce | Florete por equipos |
| 2001               | Nimes (Francia)           | Medalla de plata  | Florete por equipos |
| Campeonato Europeo |                           |                   |                     |
| Año                | Lugar                     | Medalla           | Prueba              |
| 1991               | Viena (Austria)           | Medalla de bronce | Florete por equipos |
| 1997               | Gdansk (Polonia)          | Medalla de oro    | Florete individual  |
| 1998               | Plovdiv (Bulgaria)        | Medalla de plata  | Florete por equipos |
| 1999               | Bolzano (Italia)          | Medalla de bronce | Florete por equipos |
| 2001               | Coblenza (Alemania)       | Medalla de plata  | Florete individual  |
| 2001               | Coblenza (Alemania)       | Medalla de bronce | Florete por equipos |